# Фонти Лонга
Фо̀нти Ло̀нга (на португалски: Fonte Longa) е селище в североизточна Португалия, част от община Каразеда ди Аншиаиш в окръг Браганса. Населението му е около 301 души (2011).
Разположено е на 835 метра надморска височина на платото Месета, на 35 километра северозападно от границата с Испания и на 40 километра източно от Виля Реал.

## Известни личности
Родени във Фонти Лонга
- Дулсе Мария Кардозо (р. 1964), писателка